# Leopold al II-lea al Belgiei
Leopold al II-lea (franceză Léopold Louis Philippe Marie Victor, neerlandeză Leopold Lodewijk Filips Maria Victor), (n. 9 aprilie 1835, Brussel, Comunitatea Francofonă din Belgia⁠(d), Belgia – d. 17 decembrie 1909, Laeken, Laeken - Laken⁠(d), Province of Brabant⁠(d), Belgia) a fost al doilea rege al belgienilor. Născut la Bruxelles, al doilea fiu (însă cel mai mare fiu supraviețuitor) al regelui Leopold I și a reginei Louise-Marie de Orléans, i-a succedat tatălui său la tron la 17 decembrie 1865.
A rămas în istorie datorită masacrării a peste 10 milioane de africani din Congo.

## Biografie

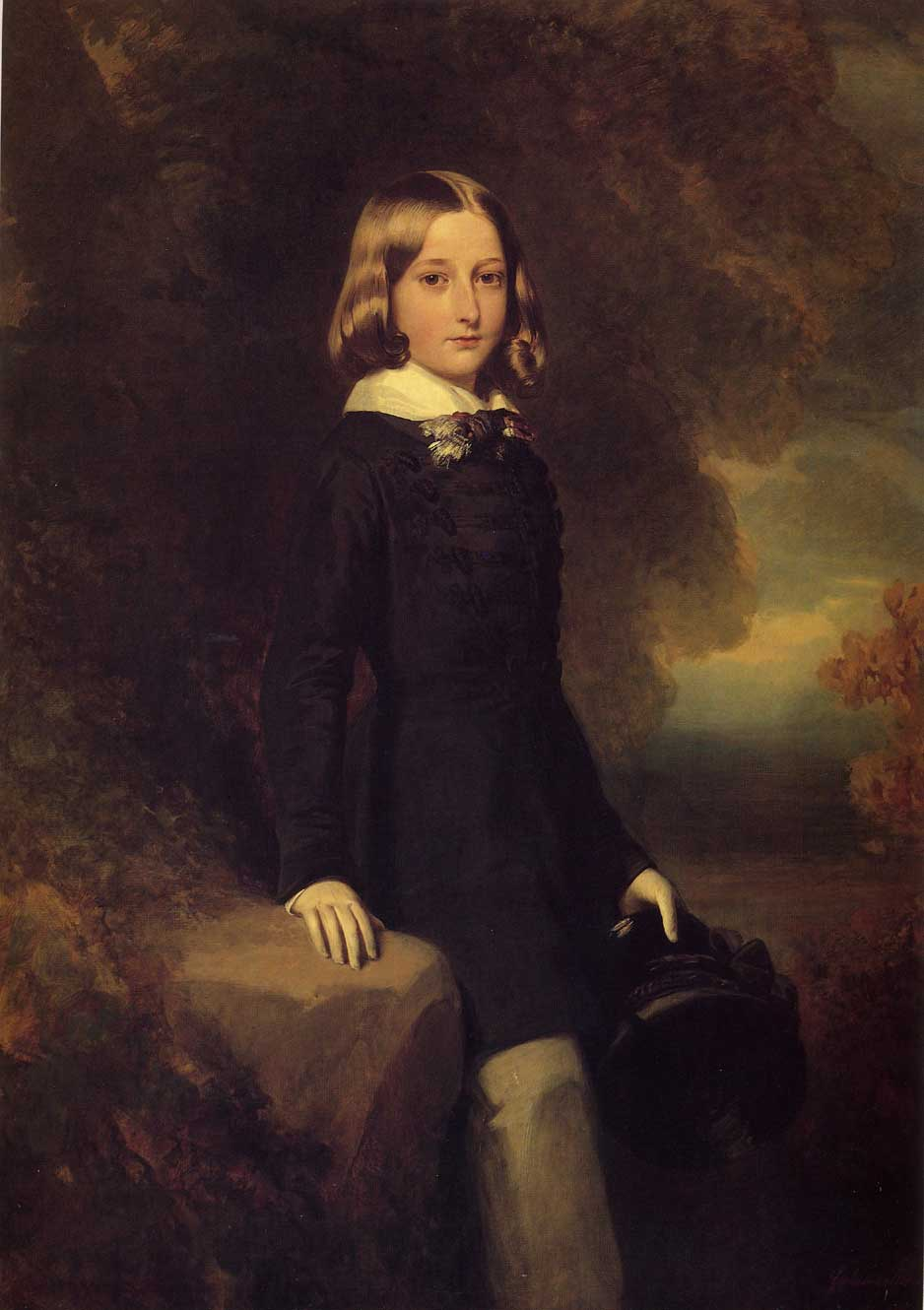
Leopold, 1844

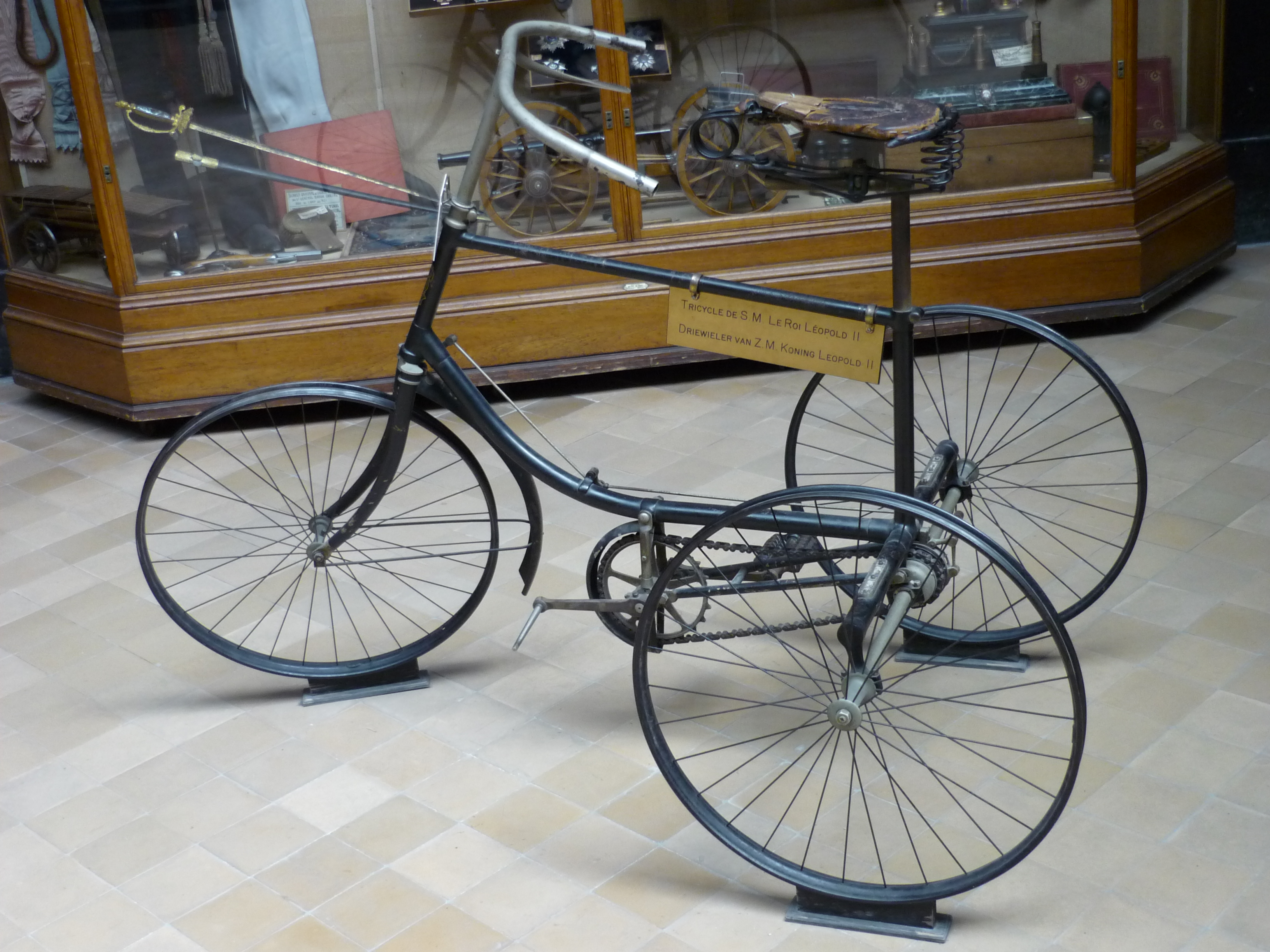
Tricileta lui Leopold al II-lea, Muzeul Cinquantenaire, Bruxelles, Belgia.

Leopold a fost fratele împărătesei Carlota a Mexicului și verișor primar al reginei Victoria.
Leopold al II-lea s-a căsătorit cu Marie Henriette, o adolescentă arhiducesă de Austria, la 22 august 1853, la Bruxelles. A fost o căsnicie nefericită, tânăra Marie Henriette a declarat la trei săptămâni după căsătorie: "Dacă Dumnezeu vrea să-mi îndeplinească rugăciunile nu mă va lăsa multă vreme în viață". O va înșela și o va neglija toată viața. În cele din urmă, regina se retrage din viața de la Curte și se instalează într-o vilă, unde își va găsi sfârșitul la 19 septembrie 1902.
Leopold al II-lea s-a logodit religios cu cinci zile înainte să moară cu Blanche Delacroix (născută la București), o prostituată, logodnă fără valabilitate conform legislației belgiene. Ceremonia a fost condusă de preotul din Laeken Cooreman
La 15 noiembrie 1902, anarhistul italian Gennaro Rubino a încercat să-l asasineze pe Leopold, care călărea într-un cortegiu regal de la o ceremonie în memoria soției sale recent decedată, Marie Henriette. După ce Leopold a trecut, Rubino a tras trei focuri spre rege însă a ratat iar Rubino a fost imediat arestat.
A murit la Laeken la 17 decembrie 1909 și a fost înmormântat în cripta regală de la Biserica Maicii Domnului de la Laeken din Bruxelles. A fost succedat de nepotul său, Albert, fiul fratelui său Philippe.

### Copii
Leopold al II-lea a avut patru copii cu regina Marie Henriette:
- Louise-Marie Amélie născută la Bruxelles la 18 februarie 1858, decedată la Wiesbaden la 1 martie 1924. S-a căsătorit cu Prințul Philipp de Saxa-Coburg și Gotha.
- Léopold Ferdinand Elie Victor Albert Marie, conte de Hainaut, mai târziu Duce de Brabant, născut la  Laeken la 12 iunie 1859, decedat la Laeken la 22 ianuarie 1869 la vârsta de 9 ani, de pneumonie, după ce a căzut într-un iaz.
- Stéphanie Clotilde Louise Herminie Marie Charlotte născută la Laken la 11 mai 1864, decedată în Ungaria la 23 august 1945. S-a căsătorit (1) cu Prințul Moștenitor Rudolf de Austria și cu (2) Elemér Edmund Graf Lónyay de Nagy-Lónya et Vásáros-Namény
- Clémentine născută la Laken la 30 iulie 1872, decedată la Nice, Franța la 8 martie 1955. S-a căsătorit cu Prințul Napoléon Victor Jérôme Frédéric Bonaparte

Leopold al II-lea a fost de asemenea tatăl a doi copii nelegitimi cu Blanche Delacroix, mai târziu adoptați în 1910 de al doilea soț al lui Delacroix, Antoine Durrieux:
- Lucien Philippe Marie Antoine (9 februarie 1906 – 1984), duce de Tervuren[7]
- Philippe Henri Marie François (16 octombrie 1907 – 21 august 1914), conte de Ravenstein[7]

## Crearea Statului Independent Congo

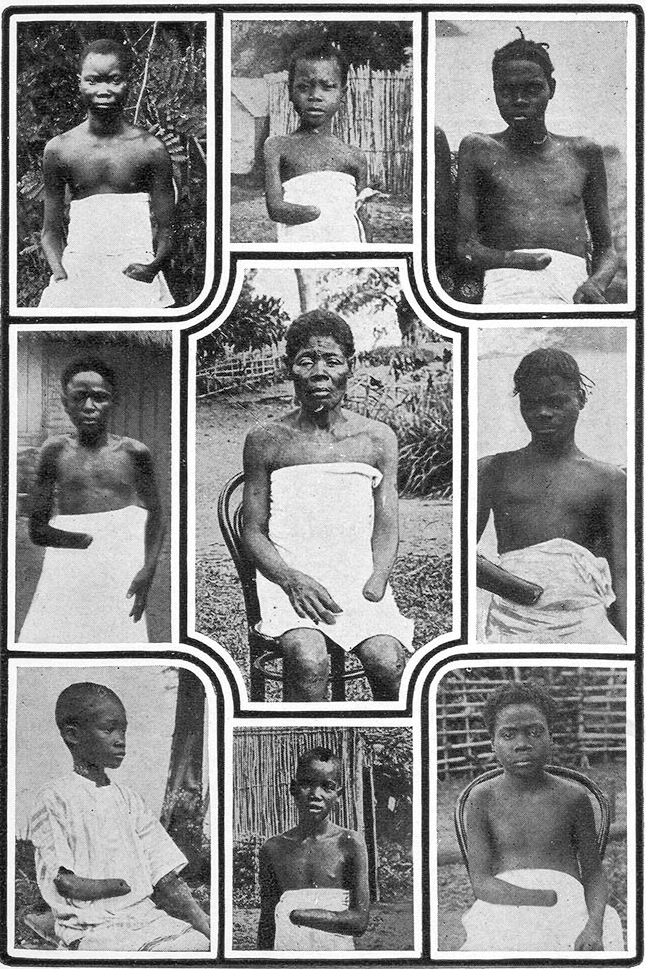
Copii mutilați în Congo.

În 1876, Leopold al II-lea organizează o asociație internațională africană (AIA) ca un paravan pentru proiectul său privat pentru a exploata bogățiile din Africa Centrală (cauciuc și fildeș). În 1879, sub patronajul lui Leopold, Henry Morton Stanley intră în concurență cu exploratorul francez Pierre Savorgnan de Brazza pentru dobândirea drepturilor în regiunea Congo. În următorii cinci ani, Stanley a lucrat la construirea unui drum de la fluviul inferior la Stanley Pool (acum Pool Malebo), unde râul devine navigabil, pentru a deschide Congo inferior exploatării intensive.
Leopold al II-lea i-a comandat lui Stanley să obțină "contracte" de exploatare a terenurilor de către Asociația Internațională Congo (AIC). Prin aceste contracte, aceste teritorii ar fi declarate "state libere" de către AIA, și ar avea suveranitate deplină în teritoriile colonizate.
La Conferința de la Berlin din februarie 1885, reprezentanții a 14 națiuni europene și a Statelor Unite, i-au dăruit lui Leopold al II-lea, prin asociația pe care o crease în acest scop, suveranitatea asupra Statului Independent Congo, un teritoriu imens, de 76 de ori mai mare decât Belgia, "pentru a deschide comerțului acel teritoriu, pentru a aboli sclavia și pentru a-i creștina pe sălbatici". La Conferință n-a participat nici o țară africană.
Într-o expediție între 1884 și 1885, expediționarii trimiși de Leopold al II-lea au străbătut o bună parte din nordul și centrul statului Congo, împărțind bucăți de sticlă colorată și de pânză prin 450 de sate și cătune africane și punându-i să „semneze“ contracte prin care conducătorii și șefii locali, care habar n-aveau ce semnează, cedau proprietatea pământurilor lor Asociației Internaționale Congo și se angajau să furnizeze oameni care să execute toate lucrările publice - drumuri, poduri, depozite -, hamali pentru transportarea materialelor, și forță de muncă pentru extragerea cauciucului, hrana zilierilor, funcționarilor, soldaților și polițiștilor care aveau să le invadeze teritoriile.

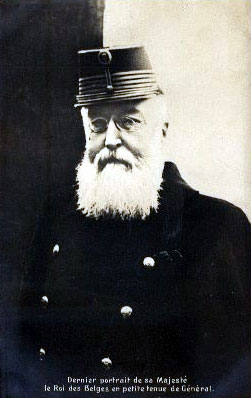
Ultimul portret al regelui Leopold al II-lea

Spre deosebire de alte colonizări, în Congo n-a existat nici un fel de rezistență. Pedepsele pentru cei care nu furnizau cantitatea minimă de latex impusă erau brutale. De la biciuiri, mutilarea mâinilor și picioarelor – mai întâi erau mutilați copiii și femeile, apoi chiar lucrătorii – până la exterminarea satelor întregi, când respectivele comunități nu-și îndeplineau obligațiile.
De asemenea, variola și bolile au devastat populația. Prin anul 1896, boala somnului a ucis până la 5.000 de africani, în satul Lukolela pe râul Congo. Cifrele de mortalitate au fost colectate prin eforturile lui Roger Casement, care a găsit, de exemplu, numai 600 de supraviețuitori ai bolii în Lukolela în 1903.
La începutul anilor 1900, rapoarte de exploatare scandaloase și încălcări ale drepturilor omului au condus la proteste internaționale. Campania care a examinat regimul lui Leopold a fost condusă de diplomatul britanic Roger Casement și fostul funcționar de transport maritim E.D. Morel și a devenit prima mișcare a drepturilor omului.
În cele din urmă, în 1908, Parlamentul belgian a obligat pe rege să cedeze Statul Independent Congo statului belgian. Leopold al II-lea este încă o figură controversată în Republica Democrată Congo. După independență, statuia sa din capitala Kinshasa a fost îndepărtată.
În 2005, ministrul congolez de cultură a decis restabilirea statuii, subliniind sentimentul de progres eliberator care a marcat începutul statului liber și argumentând că oamenii ar trebui să vadă aspectele pozitive ale regelui, precum și cele negative; la câteva ore după ce statuia înaltă de șase metri a fost ridicată în mijlocul unui sens giratoriu în centrul capitalei, ea a fost luată din nou fără explicații.
Adam Hochschild, autor al cărții King Leopold’s Ghosts susține că "scopul lui Leopold a fost să extragă cât mai multă bogăție din acest teritoriu. Un miliard de dolari au fost strânși în 23 de ani prin munca forțată a majorității populației masculine. Femeile au fost violate și între 8 și 10 milioane de congolezi au murit.".
În 2010, la aniversarea a 50 de ani de independență a R.D.Congo, regele Belgiei, Albert al II-lea, a participat la aniversare alături de mai mulți lideri africani, însă monarhul belgian nu a ținut discursuri în timpul vizitei în fosta colonie pentru a evita orice asociere cu discursul fratelui său din 1960, în care acesta saluta „geniul” colonialismului belgian.